# Teenage superstar
«Teenage Superstar» es el sencillo debut de la cantante de música pop rock de Países Bajos Kim-Lian. La canción fue lanzada el 4 de septiembre del 2003 como el primer sencillo de su álbum Balance. Alcanzó la cima de los charts en Indonesia y terminó en el #5 en Países Bajos.

## Adaptaciones
La canción ha sido adaptada en otros idiomas por la cantante japonesa Nami Tamaki ("High School Queen"), la cantante mexicana Belinda ("Boba Niña Nice"), el grupo portugués D'ZRT ("Para mim tanto me faz"), el grupo español Efecto Mariposa ("Qué Más Da"), la cantante de República Checa Ewa Farna ("Měls mě vůbec rád" y "Razem sam na sam"), la cantante coreana MI:NE (Cho Min Hye, "Teenage Superstar") y el cantante peruano Waldy ("Bobo Niño Nice").
Ya en Cúmplices do Coração, Carinha de Amor, Gotinha de Anjo, Thalita eo Palácio da Patrulha y su spin-off en sueños "Thalita eo Palácio da Patrulha: Aurora Dream" hizo una regrabación de la canción con el nombre de "Um Banho de Aventuras", también tiene "Before the Throne Boy", todavía tiene la versión doblada en Japón "Ohayo Kimi wo Saikyou My Future!" y varias versiones se encuentran en los discos "Vai ter que Sorrir" y "Gracias por los recuerdos", En el episodio "Yago, el luchador - parte 3: Si la soledad del sol me atrapa, aun así nunca estaré abajo" , hicieron un popurrí en la voz de João, Yago y Luís Eduardo con el nombre de "Boba niña nice/Teenage Superstar" en el momento musical en el cuadro "Session Song: Return to the people"

## Listas de canciones
CD Sencillo, Minimax - Países Bajos, Bélgica
1. «Teenage Superstar»
2. «Teenage Superstar» [B.A.S.Y. Mix]
3. «Teenage Superstar» [Enhanced Video]
4. «Superstar in Sweden» [Enhanced Video]

CD Sencillo, Maxi-Sencillo - Suecia
1. «Teenage Superstar»
2. «Teenage Superstar» [B.A.S.Y. Mix]

## Posicionamiento
| Listas (2003/2004)      | Posición |
| ----------------------- | -------- |
| Indonesia Top 30        | 1        |
| Dutch Top 40            | 5        |
| Belgium UltraTop 50     | 24       |
| Swedish Top 60          | 26       |
| Europe Official Top 100 | 81       |